# Heliophorus malaya
Heliophorus malaya är en fjärilsart som beskrevs av Henry Maurice Pendlebury 1936. Heliophorus malaya ingår i släktet Heliophorus och familjen juvelvingar. Inga underarter finns listade i Catalogue of Life.